# 洛普尚卡-霍米納
49°18′25″N 22°57′46″E / 49.30694°N 22.96278°E
洛普尚卡-霍米納（烏克蘭語：Лопушанка-Хомина），是烏克蘭西部的村莊，隸屬利維夫州的桑比爾區。該村始建於1532年，面積0.7平方公里，海拔高度434米，2001年人口529，人口密度每平方公里752.49人。